# Jan Ormerod
Jan Ormerod (23 septembre 1946 - 23 janvier 2013), née Janet Louise Hendry, est une enseignante, auteure et illustratrice australienne en littérature jeunesse.

## Biographie
Janet Louise Hendry est née en 1946, la plus jeune de quatre filles, dans la ville portuaire de Bunbury en Australie occidentale.  Son enfance a été consacrée à des activités artistiques, s'inspirant d' "annuals" (revues illustrées) d' écolières britanniques et de bandes dessinées américaines. Elle a étudié au collège d'art de Perth et, après avoir obtenu son diplôme, elle a enseigné l'art dans des cours de renforcement dans les écoles secondaires et a ensuite enseigné dans un collège d'enseignants et des écoles d'art. Elle a épousé Paul Ormerod, un bibliothécaire pour enfants, en 1971 et après avoir passé plusieurs années à déménager entre la Grande-Bretagne et l'Australie, ils se sont installés à Cambridge en 1987. Bien qu'elle n'ait jamais prévu de fonder une famille, la naissance de son premier enfant, Sophie, Ormerod a trouvé la maternité très bénéfique et a apprécié l'intimité de la compagnie de sa fille. Le plaisir de Sophie dans les livres pour enfants que son père a ramenés à la maison a incité Ormerod à envisager d'illustrer ses propres livres, ce qui a abouti à la publication de Sunshine en 1981. Sunshine était un livre sans mots qui consistait en une série de panneaux suivant une petite fille, basé sur sa propre fille, alors qu'elle se réveille et se prépare pour une journée à l'école. Il a remporté le prix Mother Goose en 1982 pour "le nouveau venu le plus excitant de l'illustration de livres pour enfants britanniques". Sunshine a également été élu Livre d'images australien de l'année. 
Moonlight a suivi en 1982. Il s'agissait un livre d'accompagnement suivant le même enfant alors qu'elle se prépare au lit. Beaucoup des premiers travaux d'Ormerod se concentraient sur la vie familiale et en 1985, elle a commencé la série Jan Ormerod Baby Book en commençant par Sleeping and Dad's Back . Ces livres ont exploré la relation entre l'enfant et le père. Ils ont été suivis du Jan Ormerod New Baby Book (1987), cette fois axé sur un enfant et sa mère enceinte, qui reflétait la propre situation d'Ormerod lorsqu'elle était enceinte de sa deuxième fille, Laura.  En 1987, elle a fourni une illustration pour une réédition de Peter Pan de JM Barrie , publié par Viking Kestrel en 1988. 
Malgré le divorce d'Ormerod et de Paul en 1989, ils sont restés de bons amis et Ormerod est resté à Cambridge, près de son éditeur Walker Books . Dans les années 1980, elle a commencé une relation de travail étroite avec l'écrivain David Lloyd, qui est devenu plus tard le président de Walker, et en 1991, ils ont publié une nouvelle version de The Frog Prince qu'elle a illustrée.  Les années 1990 ont également vu Ormerod travailler avec Penelope Lively sur son livre Two Bears and Joe . En 2003, elle a écrit son premier livre auquel elle n'a pas prêté d'illustrations; Si tu es content et que tu le sais! a été illustré par Lindsey Gardiner, artiste avec qui elle travaillerait sur trois autres livres au cours des dix prochaines années. Plus tard dans sa carrière, elle a commencé à travailler sur plusieurs œuvres basées autour de l' Outback australien . Son livre de 2004 Lizzie Nonsense était dédié à la mémoire de sa grand-mère et a exploré une jeune fille grandissant dans l'Outback en 1890. Le livre contenait des illustrations plus fortement peintes que ses couleurs tamisées habituelles, et a été bien reçu en remportant le IBBY Honor Award for illustration .  En 2008, elle a produit Water Witcher , une autre histoire se déroulant dans la brousse australienne , cette fois suivant l'histoire d'un petit garçon pendant une sécheresse. Lors d'un de ses derniers voyages dans son pays d'origine, elle a rencontré l' écrivain autochtone Boori Monty Pryor , qui deviendra plus tard le premier lauréat australien pour enfants . Ses dessins de sa famille dansant l'ont amené à collaborer sur le livre Shake a Leg , qui a remporté le prix littéraire du premier ministre australien pour la fiction pour enfants. 
Ormerod est décédée d'un cancer le 23 janvier 2013. Elle avait 66 ans,,,. 

### Caractéristiques de son œuvre
Elle s'est d'abord fait connaître grâce à son livre d'images sans mots Sunshine qui a remporté le prix Mother Goose en 1982 . Son travail a été noté pour sa capacité à éliminer l'encombrement pour raconter une histoire simple que les jeunes enfants pouvaient apprécier, en utilisant des aplats de couleurs et des lignes épurées. Elle a produit des travaux pour plus de 50 livres tout au long de sa carrière, y compris des publications d'autres auteurs, comme une édition 1987 de Peter Pan de JM Barrieet le récit de David Lloyd de "The Frog Prince". Ormerod a commencé sa carrière d'illustratrice en Grande-Bretagne après avoir déménagé en Angleterre en 1980, mais elle est revenue à des thèmes liés à son pays d'origine avec Lizzie Nonsense (2004), Water Witcher (2008) et le primé Shake a Leg (2011) pour écrivain autochtone Boori Monty Pryor .

## Publications
Elle a participé à de nombreuses œuvres traduites éditées en France , dont :
- Bonsoir! (1984)
- Bonjour! (1984)
- 101 idées pour jouer avec bébé (1985)
- Mon papa et moi (1987)
- Ma maman et moi (1987)
- Bête comme une oie (1988)
- Petit Joe (1988)
- Petit Pierre (1988)
- Comme moi ! (1988)
- Peter Pan in Kensington gardens (1988)
- Peter Pan in Kensington gardens (1988)
- Une casserole pour jouer (1989)
- Bonsoir ! (1990)
- Danse, bébé ! (1997)
- La Bataille des oreillers (1998)
- Doing the animal bop.
- Mathilde et l'ours (2011)
- Maudie and Bear, Freya Blackwood, ill., G.P. Putnam's Sons, 2012.
- Bébé à changer; illustrations Andrew Joyner ; traduction française de Virginie Cantin, Traduction de : The swap, Milan jeunesse, 2014

## Prix et distinctions
- 1982 : Prix Mother Goose[5] pour Sunshine
- 1990 : Prix Sorcières, catégorie tout-petits, pour Une casserole pour jouer
- 2006 : (international) « Honour List »[8] catégorie Illustrations, de l' IBBY pour Lizzie Nonsense